# Brachycentrus bilobatus
Brachycentrus bilobatus är en nattsländeart som beskrevs av Martynov 1935. Brachycentrus bilobatus ingår i släktet Brachycentrus och familjen bäcknattsländor. Inga underarter finns listade i Catalogue of Life.